# 12437 Westlane
12437 Westlane este un asteroid din centura principală de asteroizi.

## Descriere
12437 Westlane este un asteroid din centura principală de asteroizi. A fost descoperit pe 18 ianuarie 1996 la Kitt Peak National Observatory în cadrul proiectului Spacewatch. El prezintă o orbită caracterizată de o semiaxă mare de 3,00 ua, o excentricitate de 0,17 și o înclinație de 4,0° în raport cu ecliptica.